# Беларусь на летних Олимпийских играх 2000
Беларусь на Олимпиаде в Сиднее как отдельная команда была представлена во второй раз в истории.

## Медали
Команда сумела завоевать 3 золотые, 3 серебряные и 11 бронзовых медалей. Екатерина Карстен-Ходотович стала Олимпийской чемпионкой во второй раз подряд.

### Золото
- Янина Корольчик — метание ядра.
- Эллина Зверева — метание диска.
- Екатерина Карстен — одиночные соревнования в гребле.

### Серебро
- Юлия Раскина — художественная гимнастика, одиночное первенство.
- Сборная Беларуси по художественной гимнастике, командное первенство.
- Игорь Басинский — стрельба, пистолет 50 м.

### Бронза
- Ирина Ятченко — метание диска.
- Игорь Астапкович — метание молота.
- Наталья Сазанович — семиборье.
- Анатолий Ларюков — дзюдо, полусредний вес.
- Павел Довгаль — современное пятиборье, индивидуальное первенство.
- Игорь Басинский — стрельба, пистолет 10 м.
- Лолита Евглевская — стрельба, пистолет 25 м.
- Сергей Мартынов — стрельба, винтовка 50 м.
- Геннадий Олещук — тяжёлая атлетика, 62 кг.
- Сергей Лавренов — тяжёлая атлетика, 69 кг.
- Дмитрий Дебелка — борьба греко-римская, до 130 кг.

## Состав и результаты олимпийской сборной Беларуси

### Дзюдо
Спортсменов — 3
Соревнования по дзюдо проводились по системе на выбывание. В утешительные раунды попадали спортсмены, проигравшие полуфиналистам турнира. Два спортсмена, одержавших победу в утешительном раунде, в поединке за бронзу сражались с проигравшими в полуфинале.
Мужчины
| Соревнование | Спортсмены       | Первый раунд       | Второй раунд                        | 1/8 финала                        | Четвертьфинал                  | Полуфинал                        | Финал                        | Место |
| Соревнование | Спортсмены       | Соперник Результат | Соперник Результат                  | Соперник Результат                | Соперник Результат             | Соперник Результат               | Соперник Результат           | Место |
| ------------ | ---------------- | ------------------ | ----------------------------------- | --------------------------------- | ------------------------------ | -------------------------------- | ---------------------------- | ----- |
| до 60 кг     | Натик Багиров    | Не участвовал      | Д. Лоренсо (BRA) В 0101 — 0100      | Э. Исмаилов (AZE) П 0010 — 1100   | Завершил выступление           | Завершил выступление             | Завершил выступление         | —     |
| до 73 кг     | Анатолий Ларюков | Не участвовал      | Ф. Хедер (FRA) В 1000 — 0010        | Г. Веласко (PER) В 1000 — 0010    | Г. Белодед (UKR) В 1000 — 0100 | Д. Маддалони (ITA) П 0010 — 1000 | Утешительный турнир          | 3     |
| до 73 кг     | Анатолий Ларюков | Не участвовал      | Ф. Хедер (FRA) В 1000 — 0010        | Г. Веласко (PER) В 1000 — 0010    | Г. Белодед (UKR) В 1000 — 0100 | Д. Маддалони (ITA) П 0010 — 1000 | Д. Педро (USA) В 1000 — 0000 | 3     |
| до 81 кг     | Сергей Кухаренко | Не участвовал      | Чжэнь Чжуньцзин (TPE) В 1000 — 0000 | Квак Ок Чхоль (PRK) П 0010 — 0010 | Завершил выступление           | Завершил выступление             | Завершил выступление         | —     |

### Парусный спорт
- Женский швертбот Европа
  - Татьяна Дроздовская - 24 место

### Плавание
Спортсменов — 7
В следующий раунд на каждой дистанции проходили лучшие спортсмены по времени, независимо от места занятого в своём заплыве.
Мужчины
| Спортсмен                                                  | Соревнование          | Предварительные заплывы | Предварительные заплывы | Полуфиналы | Полуфиналы | Финал     | Финал     |
| Спортсмен                                                  | Соревнование          | Результат               | Место                   | Результат  | Место      | Результат | Место     |
| ---------------------------------------------------------- | --------------------- | ----------------------- | ----------------------- | ---------- | ---------- | --------- | --------- |
| Игорь Коледа                                               | 200 м вольный стиль   | 1:49,01                 | 7                       | 1:49,52    | 12         | Не прошёл | Не прошёл |
| Дмитрий Коптур                                             | 400 м вольный стиль   | 3:55,26                 | 22                      |            |            | Не прошёл | Не прошёл |
| Александр Гуков                                            | 100 м брасс           | 1:04,96                 | 46                      | Не прошёл  | Не прошёл  | Не прошёл | Не прошёл |
| Игорь Коледа Павел Лагун Дмитрий Калиновский Олег Рухлевич | 4х100 м вольный стиль | 3:20,85                 | 10                      |            |            | Не прошли | Не прошли |

Женщины
| Спортсменка         | Соревнование         | Предварительные заплывы | Предварительные заплывы | Полуфиналы | Полуфиналы | Финал     | Финал     |
| Спортсменка         | Соревнование         | Результат               | Место                   | Результат  | Место      | Результат | Место     |
| ------------------- | -------------------- | ----------------------- | ----------------------- | ---------- | ---------- | --------- | --------- |
| Наталья Барановская | 400 м вольным стилем | 4:12,67                 | 13                      |            |            | Не прошла | Не прошла |

### Прыжки в воду
Спортсменов — 2
В индивидуальных прыжках в предварительных раундах складывались результаты квалификации и полуфинальных прыжков. По их результатам в финал проходило 12 спортсменов. В финале они начинали с результатами полуфинальных прыжков.
Мужчины
| Спортсмен          | Соревнование | Квалификация | Квалификация | Полуфинал | Полуфинал | Всего     | Финал     | Финал     | Всего  | Место |
| Спортсмен          | Соревнование | Очков        | Место        | Очков     | Место     | Всего     | Очков     | Место     | Всего  | Место |
| ------------------ | ------------ | ------------ | ------------ | --------- | --------- | --------- | --------- | --------- | ------ | ----- |
| Вячеслав Хамулькин | трамплин     | 357,03       | 23           | Не прошёл | Не прошёл | Не прошёл | Не прошёл | Не прошёл | 357,03 | 23    |

Женщины
| Спортсмен          | Соревнование | Квалификация | Квалификация | Полуфинал | Полуфинал | Всего  | Финал     | Финал     | Всего  | Место |
| Спортсмен          | Соревнование | Очков        | Место        | Очков     | Место     | Всего  | Очков     | Место     | Всего  | Место |
| ------------------ | ------------ | ------------ | ------------ | --------- | --------- | ------ | --------- | --------- | ------ | ----- |
| Светлана Алексеева | трамплин     | 260,91       | 17           | 216,48    | 12        | 477,39 | Не прошла | Не прошла | 477,39 | 15    |

### Стрельба
Всего спортсменов — 6
После квалификации лучшие спортсмены по очкам проходили в финал, где продолжали с очками, набранными в квалификации. В некоторых дисциплинах квалификация не проводилась. Там спортсмены выявляли сильнейшего в один раунд.
Мужчины
| Спортсмен          | Соревнование   | Квалификация | Место | Финал     | Место     | Всего | Место |
| ------------------ | -------------- | ------------ | ----- | --------- | --------- | ----- | ----- |
| Игорь Басинский    | Пистолет, 10 м | 583          | 3     | 99,7      | 2         | 582,7 |       |
| Константин Лукашик | Пистолет, 10 м | 577          | 15    | Не прошёл | Не прошёл | 577   | 15    |

Женщины
| Спортсмен         | Соревнование   | Квалификация | Место | Финал     | Место     | Всего | Место |
| ----------------- | -------------- | ------------ | ----- | --------- | --------- | ----- | ----- |
| Ольга Погребняк   | Винтовка, 10 м | 393          | 9     | Не прошла | Не прошла | 393   | 9     |
| Оксана Ковтонович | Винтовка, 10 м | 389          | 32    | Не прошла | Не прошла | 389   | 32    |
| Витория Чайка     | Пистолет, 10 м | 381          | 11    | Не прошла | Не прошла | 381   | 11    |
| Лолита Евглевская | Пистолет, 10 м | 381          | 11    | Не прошла | Не прошла | 381   | 11    |

### Тяжёлая атлетика
Спортсменов — 5
В рамках соревнований по тяжёлой атлетике проводятся два упражнения — рывок и толчок. В каждом из упражнений спортсмену даётся 3 попытки, в которых он может заказать любой вес, кратный 2,5 кг. Победитель определяется по сумме двух упражнений.
Мужчины
| Спортсмен        | Категория | Вес   | Рывок | Рывок | Рывок | Толчок | Толчок | Толчок | Всего | Место |
| Спортсмен        | Категория | Вес   | 1     | 2     | 3     | 1      | 2      | 3      | Всего | Место |
| ---------------- | --------- | ----- | ----- | ----- | ----- | ------ | ------ | ------ | ----- | ----- |
| Виталий Дербенёв | до 56 кг  | 55,96 | 115,0 | 120,0 | 125,0 | 145,0  | 150,0  | 155,0  | 275,0 | 7     |
| Геннадий Олещук  | до 62 кг  | 61,68 | 137,5 | 142,5 | 145,0 | 172,5  | 175,0  | 177,5  | 317,5 |       |
| Сергей Лавренов  | до 69 кг  | 68,42 | 152.5 | 157.5 | 163.0 | 182.5  | 187.5  | 187.5  | 340.0 |       |
| Павел Базук      | до 94 кг  | 90,34 | 162.5 | 167.5 | 170.0 | 197.5  | 202.5  | 202.5  | 365.0 | 16    |

Женщины
| Спортсмен    | Категория | Вес   | Рывок | Рывок | Рывок | Толчок | Толчок | Толчок | Всего | Место |
| Спортсмен    | Категория | Вес   | 1     | 2     | 3     | 1      | 2      | 3      | Всего | Место |
| ------------ | --------- | ----- | ----- | ----- | ----- | ------ | ------ | ------ | ----- | ----- |
| Анна Батюшко | до 58 кг  | 57,68 | 85,0  | 90,0  | 90,0  | 102,5  | 107,5  | 112,5  | 197,5 | 8     |

### Фехтование
Спортсменов — 3
В индивидуальных соревнованиях спортсмены сражаются три раунда по три минуты, либо до того момента, как один из спортсменов нанесёт 15 уколов. В командных соревнованиях поединок идёт 9 раундов по 4 минуты каждый, либо до 45 уколов. Если по окончании времени в поединке зафиксирован ничейный результат, то назначается дополнительная минута до «золотого» укола.
Мужчины
| Соревнование         | Спортсмены                                            | 1/32 финала                         | 1/16 финала                     | 1/8 финала               | Четвертьфиналы                    | Полуфиналы           | Финал матч за 3-е место | Место |
| Соревнование         | Спортсмены                                            | Соперник Результат                  | Соперник Результат              | Соперник Результат       | Соперник Результат                | Соперник Результат   | Соперник Результат      | Место |
| -------------------- | ----------------------------------------------------- | ----------------------------------- | ------------------------------- | ------------------------ | --------------------------------- | -------------------- | ----------------------- | ----- |
| Индивидуальная шпага | Виталий Захаров (16)                                  | не участвовал                       | Ли Сан Юп (KOR) (17) пор. 14:15 | Завершил выступление     | Завершил выступление              | Завершил выступление | Завершил выступление    | 24    |
| Индивидуальная шпага | Владимир Пченикин (35)                                | Хонатан Пенья (PUR) (30) поб. 15:11 | Петер Ванки (SWE) (3) пор. 9:15 | Завершил выступление     | Завершил выступление              | Завершил выступление | Завершил выступление    | 31    |
| Индивидуальная шпага | Андрей Мурашко (34)                                   | Тамир Блум (USA) (31) пор. 4:8      | Завершил выступление            | Завершил выступление     | Завершил выступление              | Завершил выступление | Завершил выступление    | 38    |
| Командная шпага      | Виталий Захаров Андрей Мурашко Владимир Пченикин (10) |                                     |                                 | Австрия (7) · поб. 45:44 | Республика Корея (2) · пор. 44:45 | За 5-8-е места       | За 5-е место            | 6     |
| Командная шпага      | Виталий Захаров Андрей Мурашко Владимир Пченикин (10) | Австралия (11) · поб. 45:34         | Германия (5) · пор. 37:41       | Австрия (7) · поб. 45:44 | Республика Корея (2) · пор. 44:45 |                      |                         | 6     |